# Schoenus moorei
Schoenus moorei är en halvgräsart som beskrevs av George Bentham. Schoenus moorei ingår i släktet axagssläktet, och familjen halvgräs. Inga underarter finns listade i Catalogue of Life.